# Труховская-Ванеева, Доминика Васильевна
Доминика Васильевна Труховская (после замужества Ванеева, 24 декабря 1874 (5 января 1875), Александрия — 1920, Бор) — участница революционного движения в Российской империи, член Союза борьбы за освобождение рабочего класса.

## Биография
Доминика Труховская родилась в городе Александрия (по другим данным — в с. Решитиловка) в купеческой семье. В 1892 году закончила полтавскую гимназию, а в следующем году поступила на Высшие (бестужевские) женские курсы в Санкт-Петербурге. Во время учёбы Труховская включается в активную революционную деятельность, а приезжая домой, в Александрию, она ведёт революционную пропаганду среди местной молодёжи. Также во время учёбы Доминика Васильевна работала учительницей в вечерней школе за Невской заставой.
В 1896 году её арестовывают по делу Союза борьбы за освобождение рабочего класса. Вместе с ней по этому делу проходила Надежда Константиновна Крупская. Через Труховскую София Невзорова передала для распространения среди рабочих воззвание «Рабочий праздник 1 мая». Под стражей Доминика Васильевна содержалась с 11 июля по 7 ноября в 1896 года, затем была выпущена, но осталась под полицейским надзором. В это время она знакомится с Анатолием Ванеевым, который был личным другом Ленина.
В 1897 году после ареста и ссылки в Сибирь больного туберкулёзом жениха Доминика Васильевна отправляется за ним. По некоторым версиям, их брак был фиктивным, а она стала его женой, чтобы быть рядом и заботиться о нём, поскольку посещать ссыльных разрешалось лишь ближайшим родственникам. В брак они вступили только 19 октября.
22 октября 1897 года Доминика Ванеева был осуждена на трёхмесячный срок с последующим нахождением под гласным полицейским надзором на 2 года. Также ей запрещалось жить в столичных городах и губерниях, университетских городах, Саратове и некоторых, по усмотрению МВД, промышленных районах. Ванеева отбывала наказание в Енисейской тюрьме (с 18 ноября 1897 года — в течение двух месяцев), а срок надзора — в Енисейской губернии. Принимала участие в совещание 17 социал-демократов во главе с Лениным, где был принят «Протест российских социал-демократов», направленный против «экономистов».
8 сентября умирает муж Доминики Васильевны. В дальнейшем она выходит замуж за его брата — революционера Василия Ванеева. После окончания срока полицейского надзора (18 февраля 1900) ей было запрещено жить в столицах и Петербургской губернии до особого разрешения и в некоторых других местах в течение 2-х лет. С 1902 года она живёт в Нижнем Новгороде. В 1902 году какие-либо ограничения на проживания с неё были сняты.
После революции Ванеева проживала в г. Бор Нижегородской губернии. Организовала первый детский сад, где работала педагогом. Умерла от тифа, ухаживая за больными детьми. В этом городе установлен памятник на могиле Д. В. Ванеевой- Труховской, памятник её первому мужу Анатолию Ванееву, одна из улиц города носит имя Анатолия Ванеева. В настоящее время в г. Бор проживают потомки Доминики Васильевны, продолжается династия педагогов Ванеевых. В Александрии на фасаде дома её отца, где она периодически проживала до 1902 года, была установлена мемориальная доска. Доминика Ванеева является персонажем романа советского писателя Афанасия Коптелова «Возгорится пламя», посвящённого жизни Ленина.